# Hedebanan
Hedebanan eller Statsbanan Sveg-Hede var en 72 kilometer lång normalspårig bibana till Inlandsbanan från Sveg till Hede i Härjedalen. Persontrafiken på järnvägen upphörde 1966. En del av järnvägssträckan trafikerades med godståg till 1970.

## Historia
Det fanns motioner om en järnväg från Sveg till Hede 1906 och beslutet att bygga järnvägen togs 1912. Linjedragningen var klar 1917 och byggandet med en planerad byggtid på fyra år började i Statens Järnvägars regi från Sveg station som fram till 1918 ägdes av Orsa–Härjeådalens Järnväg. Samtidigt pågick bygget av Inlandsbanan mellan Sveg och Brunflo. Utöver järnvägen byggdes det 25 kilometer ny väg. Godstrafik startade mellan Sveg och Vemån 1921 och fortsättningen till Hede 1923. Officiell öppningsceremoni var 9 november 1924 samtidigt som banan öppnades för allmän trafik.
Statens Järnvägar lät banvakterna och deras familjer sköta expeditionsarbetet vid alla håll- och lastplatser förutom i Sveg och Hede. 
Trafiken på Hedebanan var olönsam från starten. Det fanns turisttåg till Hede  med sovvagnar från Stockholm, södra Sverige och Köpenhamn under vintersäsongen mellan 1934 och 1965.
Det sista persontåget trafikerade banan den 1 februari 1966 och samtidigt lade Statens Järnvägar ner banan mellan Glissjöberg och Hede. Sträckan användes för vapentester under några år av flygvapnet och armén. Hedlanda flygplats byggdes 1970 längs bansträckningen öster om Hede utanför Hedeviken. På sträckan mellan Sveg och Glissjöberg fortsatte enstaka godstransporter under några år innan den blev nerlagd 1970. Sjön Svegssjön, som bildades 1975 efter ett kraftverksdammbygge, har svämmat över banvallen mellan Överberget och Remsberget. Riksväg 84 har byggts om efter 1966, delvis på banvallen.
Linjen har en speciell historia eftersom det var den första järnväg som Statens Järnvägar byggde i egen regi som lades ner. I dag finns endast en kortare rest som används som industrispår inne i Sveg. Dessutom finns det några få järnvägsvagnar övergivna utmed den före detta linjen.  
Stationer och hållplatser
- Sveg
- Överberget
- Glissjö (62°7′54″N 14°5′52″Ö / 62.13167°N 14.09778°Ö)
- Storfäringen
- Håberget (62°18′44″N 14°0′20″Ö / 62.31222°N 14.00556°Ö)
- Vemdalen (låg lite söder om samhället vid 62°25′36″N 13°50′18″Ö / 62.42667°N 13.83833°Ö)
- Hedeviken
- Hede (låg i Norr-Hede vid 62°25′14″N 13°32′11″Ö / 62.42056°N 13.53639°Ö)